# Gabriel Fernández Arenas
Gabriel Fernández Arenas, meglio noto come Gabi (IPA: [ˈɡaβi]; Madrid, 10 luglio 1983), è un allenatore di calcio ed ex calciatore spagnolo, di ruolo centrocampista, tecnico del Real Saragozza.

## Carriera

### Giocatore
Cresciuto nelle giovanili dell'Atlético Madrid, Gabi ha giocato una stagione in prestito nell'altra squadra di Madrid, il Getafe per poi tornare in prima squadra all'Atlético. Nel 2007 è passato al Real Zaragoza per 9 milioni di Euro firmando un contratto di quattro anni. È poi diventato il capitano della sua squadra.
Dopo una stagione dove tra l'altro è rigorista della squadra (segna 5 rigori su 5), il 1º luglio 2011 viene acquistato nuovamente dall'Atlético Madrid per 3 milioni di euro, lascia il club aragonese dopo quattro stagioni e 142 presenze. Con l'Atletico Madrid vince la Europa League nel 2011-2012, mentre nel 2012-2013 la Supercoppa Europea e la Copa del Rey. Nel 2014 si laurea campione di Spagna e disputa da capitano la finale di Champions League contro il Real Madrid. Ad agosto dello stesso anno Gabi e compagni incontrano nuovamente le merengues in Supercoppa di Spagna, stavolta vincendo.
Il 19 ottobre 2014, in occasione del match vinto 2-0 contro l'Espanyol, Gabi gioca la 300ª partita in Primera División. Il 27 febbraio 2016, nell'1-0 esterno al Santiago Bernabéu, colleziona la sua 300ª partita coi colchoneros. Il 10 settembre 2016 raggiunge quota 232 presenze in Liga, entrando nella top 20 dei colchoneros con più partite giocate in Primera División.
Il 21 settembre 2016, in occasione del pareggio per 1-1 al Camp Nou contro il Barcellona, raggiunge quota 500 presenze come professionista e 400 in campionato. Il 19 agosto 2017, con l'inizio della nuova stagione, Gabi supera Miguel Ángel Ruiz come numero di campionati disputati da capitano dell'Atlético ed eguaglia le presenze in maglia biancorossa di Luis Aragonés.
Il 23 settembre 2017, in occasione della vittoria casalinga per 2-0 contro il Siviglia, gioca la sua 400ª partita in Primera División.. Il 4 marzo 2018, in occasione della sconfitta esterna contro il Barcellona, raggiunge quota 400 presenze con la maglia dell'Atlético Madrid.
Il 2 luglio 2018 si trasferisce in Qatar, nell'Al-Sadd. Il 29 novembre 2020 annuncia il suo ritiro dal calcio giocato.

### Allenatore
L'anno seguente diventa allenatore nelle giovanili dell'Atletico Madrid e nel 2022 consegue il patentino da allenatore UEFA Pro.
Il 17 marzo 2025 subentra a campionato in corso sulla panchina del Real Saragozza, in Segunda División. Il 25 maggio, conduce la squadra alla salvezza con una giornata d'anticipo, battendo il Deportivo de La Coruña per 1-0.

## Caratteristiche tecniche
Era un regista di centrocampo dotato di visione di gioco e una buona tecnica, bravo a dettare i ritmi e organizzare l'azione offensiva. Discretamente abile nella conclusione in porta, è poco avvezzo al gioco offensivo preferendo stare più arretrato e far partire l'azione con passaggi lunghi e precisi, pecca nella velocità

## Statistiche

### Presenze e reti nei club
| Stagione                 | Squadra                  | Campionato               | Campionato | Campionato | Coppe nazionali | Coppe nazionali | Coppe nazionali | Coppe continentali | Coppe continentali | Coppe continentali | Altre coppe | Altre coppe | Altre coppe | Totale | Totale |
| Stagione                 | Squadra                  | Comp                     | Pres       | Reti       | Comp            | Pres            | Reti            | Comp               | Pres               | Reti               | Comp        | Pres        | Reti        | Pres   | Reti   |
| ------------------------ | ------------------------ | ------------------------ | ---------- | ---------- | --------------- | --------------- | --------------- | ------------------ | ------------------ | ------------------ | ----------- | ----------- | ----------- | ------ | ------ |
| 2002-2003                | Atlético Madrid B        | SDB                      | 23         | 1          | -               | -               | -               | -                  | -                  | -                  | -           | -           | -           | 23     | 1      |
| 2003-2004                | Atlético Madrid B        | SDB                      | 23+5       | 3+0        | -               | -               | -               | -                  | -                  | -                  | -           | -           | -           | 23     | 3      |
| Totale Atlético Madrid B | Totale Atlético Madrid B | Totale Atlético Madrid B | 46+5       | 4+0        |                 | -               | -               |                    | -                  | -                  |             | -           | -           | 51     | 4      |
| 2003-2004                | Atlético Madrid          | PD                       | 6          | 0          | CR              | 1               | 0               | -                  | -                  | -                  | -           | -           | -           | 7      | 0      |
| 2004-2005                | Atlético Madrid          | PD                       | 0          | 0          | CR              | 0               | 0               | Int                | 3                  | 0                  | -           | -           | -           | 3      | 0      |
| 2004-2005                | Getafe                   | PD                       | 32         | 2          | CR              | 2               | 0               | -                  | -                  | -                  | -           | -           | -           | 34     | 2      |
| 2005-2006                | Atlético Madrid          | PD                       | 32         | 1          | CR              | 1               | 0               | -                  | -                  | -                  | -           | -           | -           | 33     | 1      |
| 2006-2007                | Atlético Madrid          | PD                       | 20         | 0          | CR              | 2               | 0               | -                  | -                  | -                  | -           | -           | -           | 22     | 0      |
| 2007-2008                | Real Saragozza           | PD                       | 32         | 0          | CR              | 3               | 0               | CU                 | 2                  | 0                  | -           | -           | -           | 37     | 0      |
| 2008-2009                | Real Saragozza           | SD                       | 35         | 4          | CR              | 0               | 0               | -                  | -                  | -                  | -           | -           | -           | 35     | 4      |
| 2009-2010                | Real Saragozza           | PD                       | 32         | 1          | CR              | 2               | 0               | -                  | -                  | -                  | -           | -           | -           | 34     | 1      |
| 2010-2011                | Real Saragozza           | PD                       | 36         | 10         | CR              | 2               | 1               | -                  | -                  | -                  | -           | -           | -           | 38     | 11     |
| Totale Real Saragozza    | Totale Real Saragozza    | Totale Real Saragozza    | 135        | 15         |                 | 7               | 1               |                    | 2                  | 0                  |             | -           | -           | 144    | 16     |
| 2011-2012                | Atletico Madrid          | PD                       | 31         | 2          | CR              | 1               | 0               | UEL                | 17                 | 1                  | -           | -           | -           | 49     | 3      |
| 2012-2013                | Atletico Madrid          | PD                       | 35         | 0          | CR              | 8               | 0               | UEL                | 2                  | 0                  | SU          | 1           | 0           | 46     | 0      |
| 2013-2014                | Atletico Madrid          | PD                       | 36         | 3          | CR              | 7               | 0               | UCL                | 12                 | 0                  | SS          | 2           | 0           | 57     | 3      |
| 2014-2015                | Atletico Madrid          | PD                       | 34         | 0          | CR              | 5               | 1               | UCL                | 7                  | 0                  | SS          | 2           | 0           | 48     | 1      |
| 2015-2016                | Atletico Madrid          | PD                       | 35         | 1          | CR              | 4               | 0               | UCL                | 13                 | 0                  | -           | -           | -           | 52     | 1      |
| 2016-2017                | Atletico Madrid          | PD                       | 34         | 0          | CR              | 5               | 0               | UCL                | 11                 | 0                  | -           | -           | -           | 50     | 0      |
| 2017-2018                | Atletico Madrid          | PD                       | 34         | 0          | CR              | 3               | 0               | UCL + UEL          | 5+8                | 0+1                | -           | -           | -           | 50     | 1      |
| Totale Atletico Madrid   | Totale Atletico Madrid   | Totale Atletico Madrid   | 297        | 7          |                 | 37              | 1               |                    | 78                 | 2                  |             | 5           | 0           | 417    | 10     |
| 2018-2019                | Al-Sadd                  | QSL                      | 21         | 0          | QSC+EQC         | 3+3             | 0               | ACL18 + ACL19      | 4+5                | 0+0                | -           | -           | -           | 36     | 0      |
| 2019-2020                | Al-Sadd                  | QSL                      | 14         | 0          | QSC+EQC         | 1+1             | 0               | ACL19 + ACL20      | 6+2                | 0                  | SQ+CPC+CMC  | 1+2+3       | 0           | 30     | 0      |
| Totale Al-Sadd           | Totale Al-Sadd           | Totale Al-Sadd           | 35         | 0          |                 | 8               | 0               |                    | 17                 | 0                  |             | 6           | 0           | 66     | 0      |
| Totale carriera          | Totale carriera          | Totale carriera          | 545+5      | 28+0       |                 | 54              | 2               |                    | 97                 | 2                  |             | 11          | 0           | 712    | 32     |

## Palmarès

### Club

#### Competizioni nazionali
- Segunda División B

Atlético Madrid B: 2003-2004
- Coppa di Spagna: 1

Atlético Madrid: 2012-2013
- Campionato spagnolo: 1

Atlético Madrid: 2013-2014
- Supercoppa di Spagna: 1

Atlético Madrid: 2014
- Campionato qatariota: 1

Al-Sadd: 2018-2019
- Coppa del Qatar: 1

Al Sadd: 2019

#### Competizioni internazionali
- UEFA Europa League: 2

Atlético Madrid: 2011-2012, 2017-2018
- Supercoppa UEFA: 1

Atlético Madrid: 2012

### Individuale
- Squadra della stagione della UEFA Champions League: 2

2013-2014, 2015-2016
- Squadra della stagione della UEFA Europa League: 1

2017-2018